# Нарізна мисливська зброя

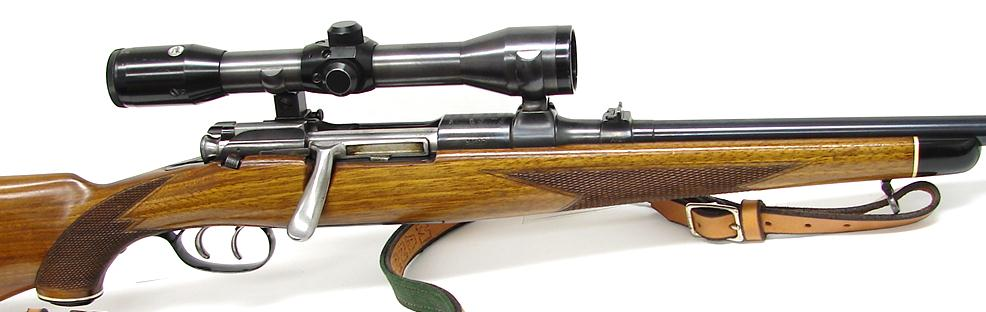
Mannlicher Schönauer

Нарізна мисливська зброя — ці гвинтівки призначаються для стрільби кулею з великою точністю й іноді на значні відстані. Завдяки спіральним нарізам — заглибленням всередині ствола — куля, що проходить ним набуває обертальний рух, що забезпечує більшу точність і дальність її польоту. Мисливські гвинтівки забезпечують можливість успішної стрільби по великій птиці та середнього розміру звірові на 200–300 м, а по великому звірі — лосю, оленя і іншими — до 500 м.

## Різновиди

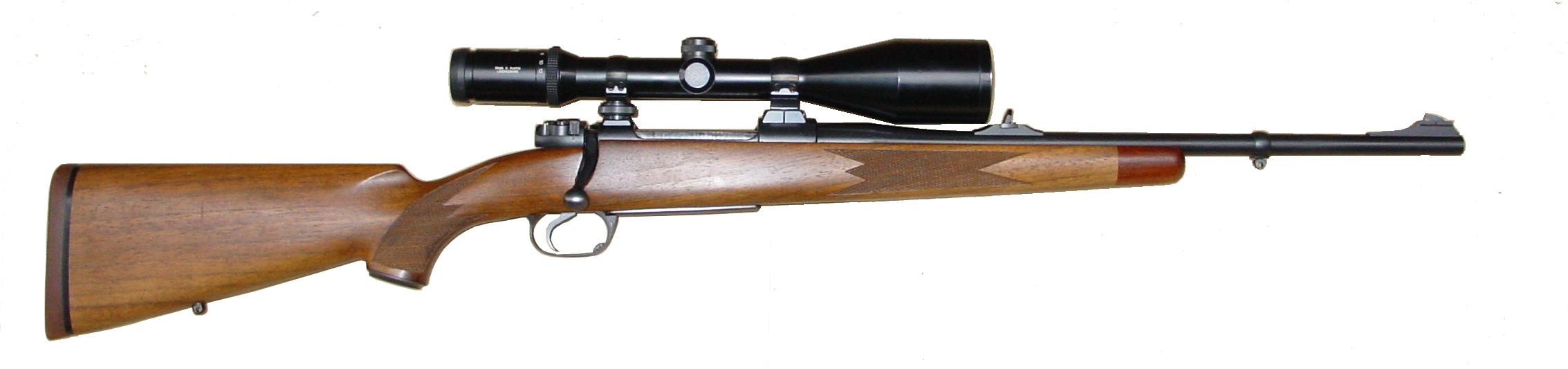
Heym Keilerbüchse

У мисливській практиці застосовують різні системи нарізної зброї: штуцера, гвинтівки та карабіни.
Штуцер — одноствольна або двоствольна рушниця звичайно з опускаючими при відкриванні стволами (типу дробовика-Переломки). Калібри штуцерів самі різні: від 5,2 до 15,2 мм, частіше — більш великі, так як в основному штуцера призначаються для стрільби по великому звіру.
Мисливська гвинтівка — зброя в більшості з ковзними затворами, одноствольна, схожа з гвинтівками військового зразка. Мисливські гвинтівки випускаються однозарядними, магазинними та самозарядними, або автоматичними.
Карабін — та ж гвинтівка, тільки полегшеного типу, з укороченим стволом, подібно до того як в армії кавалерійський карабін є полегшеною моделлю звичайної бойової гвинтівки.
Можливості та доцільність застосування тих чи інших видів нарізної зброї на полюванні залежать від цілого ряду показників: калібру кулі — її діаметра, маси кулі, її швидкості (м/с), крутизни траєкторії польоту і точності бою, яка визначається виміром поперечного розсіювання серії куль, посланих в мішень з упори на певній відстані.
Розберемо ці характеристики на прикладі мисливських малокаліберних карабінів, які випускаються під один патрон калібру 5,6 мм із свинцевою кулею масою 2,6 г. Куля цього карабіна, що летить зі швидкістю близько 350 м/с, здатна прошити лося і може смертельно поранити людини на відстані у кілька сот метрів. Але зупиняюча (шокуюча) дія цієї кулі порівняно невелика, так що вона зазвичай не кладе на місці не тільки великого звіра, але часто навіть і дичину розміром з тетерева або білку. Це залежить від невеликого діаметра кулі та її незначній швидкості. Недостатня точність бою малокаліберної зброї лише для мисливської стрільби, в закритому ж тирі на відстані до 100 м ці карабіни дають відмінні результати. Так виходить тому, що легка куля при невисокій початковій швидкості має круту траєкторію польоту, а при вітрі легко відхиляється в бік. Деякі необізнані мисливці намагаються поправити справу, посилюючи заряд підсипанням пороху з іншого патрона. Але цим вони лише псують патрон, так як через великий тиск порохових газів свинцева куля оплавляється, зривається з нарізів і бій стає ненадійним.

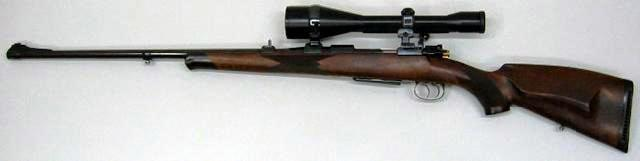
Mauser Karabiner 98K

Ось чому малокаліберні карабіни цього зразка досвідчені мисливці використовують тільки при добуванні білки, деяких інших дрібних хутрових звірів і борової дичини.
Проте невеликий калібр кулі не забезпечує потрібну зупиняючу дію при попаданні в великого звіра, якщо не уражені його мозок, серце або інше забійне місце. Тому для стрільби лося, оленя, ведмедя та інших великих тварин найкращі карабіни під полуоболоченний потужний патрон калібру 7,62 та 9 мм. Швидкість польоту цих куль менша, ніж у малокаліберних карабінів, — близько 650 м/с, але при масі 9,7 і 15,0 г вона цілком достатня, щоб забезпечити високу точність бою на дистанції до 500 м.
Старовинні штуцера для стрільби димним порохом і свинцевими кулями забезпечували успішну стрільбу лося, іноді навіть ведмедя, на дистанціях до 80-150 м, але точність їх бою і вражаюча дія не завжди задовольняли мисливців. Сучасніші штуцера під патрони, споряджені бездимним порохом і напівоболонковою кулею, не мають цих недоліків. З них можна вразити на відстані 200–300 м досить велику дичину.

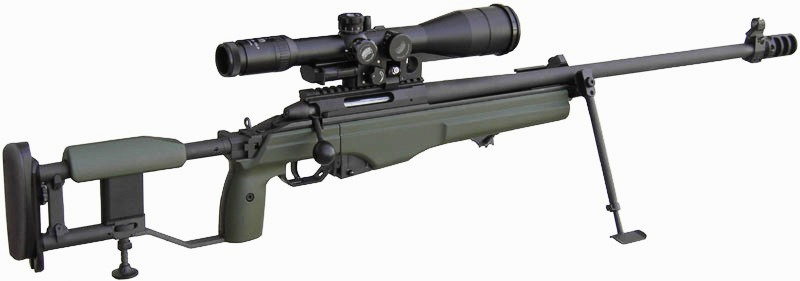
Sako TRG folding stock + Zeiss 3-12x56 SSG P

Однак за точністю прицільного пострілу на далекі дистанції вони не можуть конкурувати з гвинтівками і карабінами.
Мисливська нарізна зброю незамінна на полюванні по середній і великій дичині в горах, степу та інших угіддях, де є можливість здалеку вивідати бажаний трофей, але немає умов для того, щоб підкрастися до тварини на близьку відстань.
Незважаючи на чудові можливості, які дає сучасна нарізна зброя любителю полювань скрадом по лисиці, вовку, глухарю та іншій обережній дичині, широке застосування кульової стрільби в густонаселених областях неприпустимо. Справа в тому, що навіть крихітна кулька малокаліберного карабіна небезпечна для життя людини деколи на відстані понад 500 м. Постріл з потужного мисливського карабіна, як і з бойової гвинтівки, несе смерть далеко за межами видимості необережного мисливця. Стрільба з нарізної зброї відрізняється від стрільби з дробового зброї необхідністю ретельного вицілювання, вона вимагає вміння точно визначати відстані і дуже плавно натискати на спуск.